# Edward Reingold
Edward M. Reingold (1945) es un informático teórico activo en el campo de los algoritmos, estructuras de datos, dibujo de grafos y cálculos calendáricos.
En 1996 fue iniciado como miembro de la Association for Computing Machinery.
En 2000 se retiró de la Universidad de Illinois en Urbana-Champaign, y desde entonces es profesor de ciencias de la computación y matemáticas aplicadas en el Instituto de Tecnología de Illinois.

## Obras
Ha coescrito el texto estándar en cálculos calendáricos, Calendrical Calculations, con Nachum Dershowitz.
En 1981 fue el coautor, con John Tilford, del artículo canónico «Tidier Drawings of Trees», que describe un método, ahora conocido como el algoritmo Reingold-Tilford, para producir dibujos más estéticos de árboles binarios (y por extensión, de n-arios).